# Parafia św. Agaty w Clayfield
Parafia św. Agaty w Clayfield – parafia rzymskokatolicka, należąca do archidiecezji Brisbane.
Przy parafii funkcjonuje katolicka szkoła podstawowa św. Agaty.